# Dolichopeza ata
Dolichopeza ata är en tvåvingeart som beskrevs av Alexander 1931. Dolichopeza ata ingår i släktet Dolichopeza och familjen storharkrankar. Inga underarter finns listade i Catalogue of Life.